# Tiffany Knight
Tiffany Marie Knight (* 1975) ist eine US-amerikanische Biologin und Ökologin.

## Leben
Tiffany Knight ist die Tochter von Susan Knight, geborene Ortino. Sie erhielt 1997 ihren Bachelor of Science im Fach Biologie an der Florida State University und 2003 den PhD an der University of Pittsburgh. Danach hatte sie kurze Aufenthalte als Postdoc an der University of Florida in Gainesville und am National Center for Ecological Analysis and Synthesis der University of California, Santa Barbara. Anschließend wurde sie Associate Professor am Department of Biology der Washington University in St. Louis und Research Associate an den botanischen Gärten von Missouri und Chicago.
Sie wurde 2016 mit einer Alexander von Humboldt-Professur ausgezeichnet, arbeitet seit dem 1. Februar 2016 am Deutschen Zentrum für integrative Biodiversitätsforschung Halle-Jena-Leipzig (iDiv) als Forschungsgruppenleiterin der Abteilung Räumliche Interaktionsökologie und lehrt als Professorin an der Martin-Luther-Universität Halle-Wittenberg. Tiffany Knight wird außerdem durch die Helmholtz-Rekrutierungsinitiative der Helmholtz-Gemeinschaft Deutscher Forschungszentren gefördert. Sie ist Mitglied der Ecological Society of America, der Botanical Society of America und der Vereinigung Sigma Xi.
Tiffany Knight ist verheiratet mit dem Ökologen Jonathan Chase, der seit 2014 als Informatik-Professor an der Martin-Luther-Universität Halle-Wittenberg lehrt und am iDiv als Leiter der Forschungsgruppe Biodiversitätssynthese arbeitet. Knight und Chase arbeiteten schon 2011 als Ehepaar zusammen am Tyson Research Center der Washington University. Derzeit (Stand 2016) leben sie in Leipzig und haben einen Sohn und eine Tochter.